# Eupithecia impavida
Eupithecia impavida är en fjärilsart som beskrevs av András Vojnits 1979. Eupithecia impavida ingår i släktet Eupithecia och familjen mätare. Inga underarter finns listade i Catalogue of Life.